# Набережная 40-летия ВЛКСМ
Набережная 40-летия ВЛКСМ — набережная в Центральном микрорайоне Выборга. Пролегает по побережью Большого Ковша от Железнодорожной улицы и Ленинградского проспекта до набережной 30-го Гвардейского Корпуса.

## История
Во второй половине XIX века в соответствии с генеральным планом, разработанным в 1861 году выборгским губернским землемером Б. О. Нюмальмом, были снесены устаревшие укрепления Каменного города и Рогатой крепости, стройматериалы от которых использовались для засыпки части бухты Салакка-Лахти (фин. «Уклейковый залив»), простиравшейся до площади Красного колодца. Проложенная согласно плану по спрямлённому юго-западному берегу бухты улица получила по ней своё название, которое в период существования Великого княжества Финляндского употреблялось в разных вариантах: швед. Salakkalahtigatan, фин. Salakkalahdenkatu, рус. улица Салаккалахти, Салаккалахтинская. С провозглашением независимости Финляндии официальным стал финский вариант.
Улица, примыкавшая к гулкой Северной гавани Выборга, была важной составляющей инфраструктуры открытого в 1856 году Сайменского канала. После ввода в эксплуатацию в 1870 году новой железной дороги Санкт-Петербург — Гельсингфорс по набережной от Выборгского вокзала до Южной гавани в 1893 году была проложена железнодорожная ветка для перевозки товаров пришвартованных судов, в связи с чем береговая линия приобрела округлые ковшеобразные очертания. Первоначальная деревянная жилая застройка постепенно уступила место каменным зданиям. На улице также располагались складские помещения, самым большим из которых стало здание компании «Саво-Карельская оптовая торговля» (а до его возведения наиболее значительной постройкой была трёхэтажная гостиница «Бельведер»). 
На небольшом угловом участке, образовавшемся после закругления береговой линии, был разбит сквер, главной достопримечательностью которого стала скульптура «Маленький рыбак» работы Микко Хови, установленная в 1924 году. 

На плане Выборга 1802 года указана «губа Салакалахти»
План 1861 года, согласно которому выпрямлены очертания береговой линии
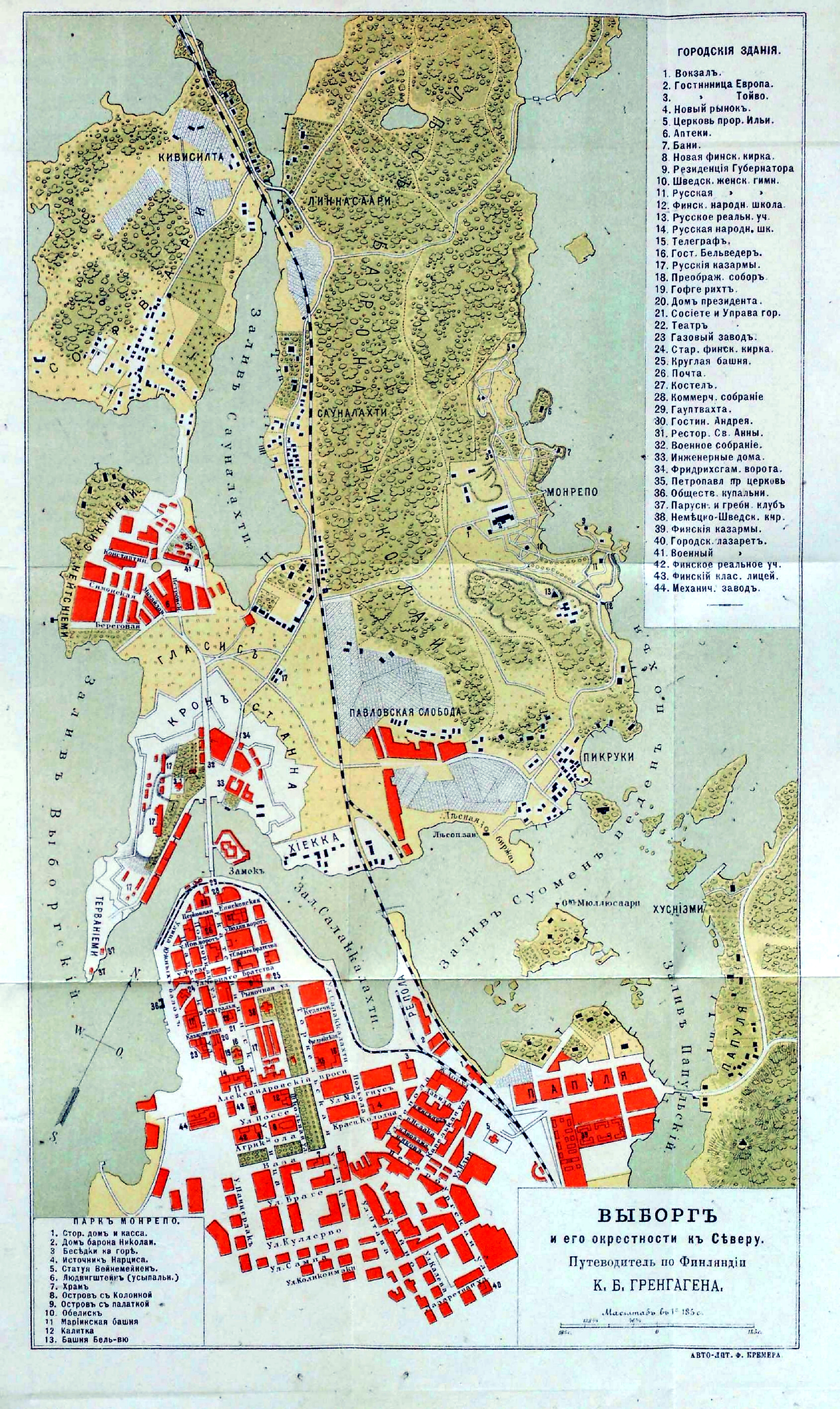
На плане 1905 года береговая линия приобрела округлые очертания, по набережной проложены железнодорожные ветки
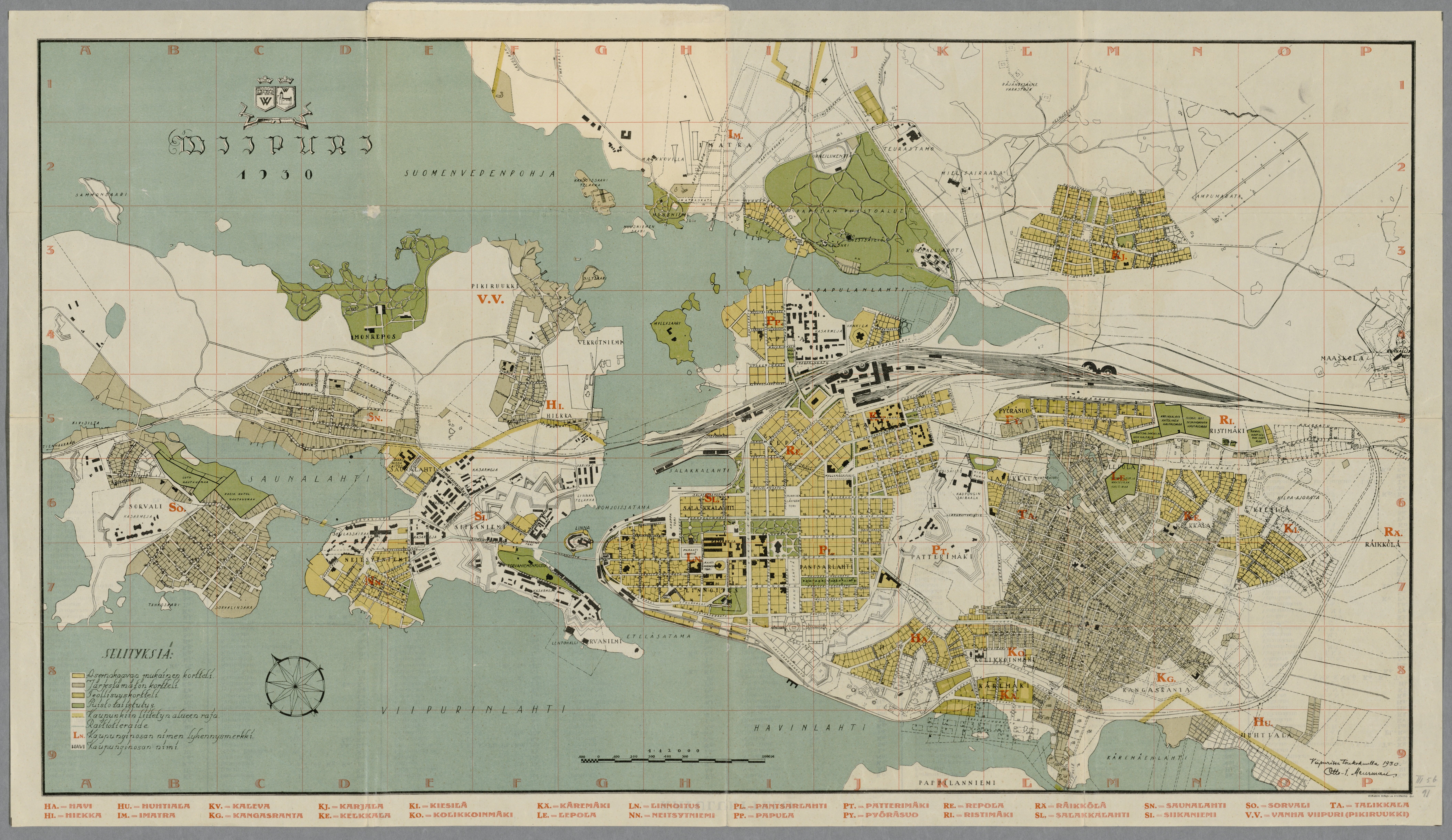
На плане Выборга 1930 года указаны пирсы с железнодорожными ветками в северной части набережной и сквер в южной
Железнодорожная ветка близ дворца Пиетинена на фото 1937 года

В результате советско-финских войн (1939—1944) Сайменский канал перестал функционировать (снова он был введён в строй только в 1968 году, с переносом его подходного фарватера в Гвардейский пролив, берега которого соединили мосты Дружбы — железнодорожный и автомобильный). С 1944 года, по итогам Выборгской наступательной операции, улица была переименована в Рыбацкую. Так как она утратила значение для морской торговли, то прибрежная железнодорожная ветка была разобрана, и открылась возможность превращения набережной Большого Ковша в бульвар — место отдыха горожан. В 1956-1960 годах была отремонтирована причальная стенка со спуском к воде — монументальной лестницей шириной в 90 метров, поставлены гранитные тумбы с узорчатой чугунной решёткой, а каменная мостовая уступила место скверу. Активное участие в работах по благоустройству принимали комсомольцы: не один общегородской воскресник был проведён здесь, поэтому в 1958 году расширенный парк Салаккалахти с живописными группами деревьев и кустарников, цветниками и газонами получил наименование набережной имени 40-летия ВЛКСМ. Долгое время параллельно употреблялся менее громоздкий вариант названия: набережная [имени] 40-летия Комсомола. Официальный современный вариант наименования улицы закреплён с утверждением в 2008 году реестра геонимов Выборга. 
С 2008 года, после разделения всей территории Выборга на микрорайоны, набережная относится к Центральному микрорайону города. Часть побережья за Рыночной площадью с 2009 года выделена в набережную имени 30-го Гвардейского Корпуса. 
В советское время важную роль в панораме набережной получил огромный по выборгским меркам девятиэтажный многоквартирный дом, спроектированный в 1973 году архитекторами А.Е. Боровковым и Г.А. Смирновым для работников выборгского карьероуправления. На северной стороне набережной, неподалёку от здания компании «SOK», доходного дома Сергеевых и здания автовокзала, в 1960-х годах 
находилась просторная открытая танцплощадка, на которой по выходным молодёжь танцевала под радиолу. Там проектировалось строительство Дома спорта с зимним плавательным бассейном и спортивными залами, в связи с чем были снесены остатки деревянных складских помещений (пакгаузы), но затем планы изменились, и в 1982 году свободный участок заняла гостиница «Дружба», ставшая, по мнению исследователей, одним из самых удачных сооружений советского времени в Выборге. В ходе торжественного открытия гостиницы советскими и финскими представителями на набережной была заложена аллея Дружбы. Так небольшой сквер в юго-восточном углу бухты поэтапно путём нескольких расширений превратился в парк, охвативший полукольцом весь Большой Ковш.
Визитной карточкой города стали Выборгские драккары — двадцатичетырёхметровые ладьи с резными головами драконов, установленные на аллее Дружбы в 1985 году после съёмок совместного советско-норвежского фильма «И на камнях растут деревья».
В 1950-е годы скульптура «Маленький рыбак» была перенесена в парк имени Ленина, чтобы заменить утраченную фонтанную статую «Девушка Иматры». С 1950 года её авторская реплика находится в Лахти (наряду с копиями других выборгских памятников: «Лось» и памятник Микаэлю Агриколе), а в 1953 году другая авторская копия установлена в Хельсинки (где также имеется копия выборгского «Лося»). Оригинальная скульптура, пострадавшая от вандализма, с 1970-х годов находилась в запасниках Выборгского краеведческого музея. В 2020 году скульптура восстановлена, рассматривается возможность её возвращения на прежнее место. Своеобразной заменой мальчика с рыбой является установленная на набережной скульптура «Мальчик с кошкой» работы Л.А. Бейбутяна (результат скульптурного симпозиума Союза художников РСФСР, проведённого в 1988 году). 
Другой достопримечательностью парка на набережной стала Якорная площадка — памятный знак морской истории Выборга, сооружённый по проекту архитектора Б. И. Юрина. Мемориал, открытый в 2014 году, представляет собой два чугунных  якоря Холла весом по 4 тонны каждый, установленных в память о пребывании в городе в 1958-2013 годах учебного отряда ВМФ (ШМАС — школы младших авиационных специалистов, размещавшейся в Центральных казармах).
Набережная — это не только парк, но и одна из важнейших транспортных артерий города, часть магистрального движения автотранспорта, следующего через Выборг. Через неё проходит несколько автобусных маршрутов.

## Изображения

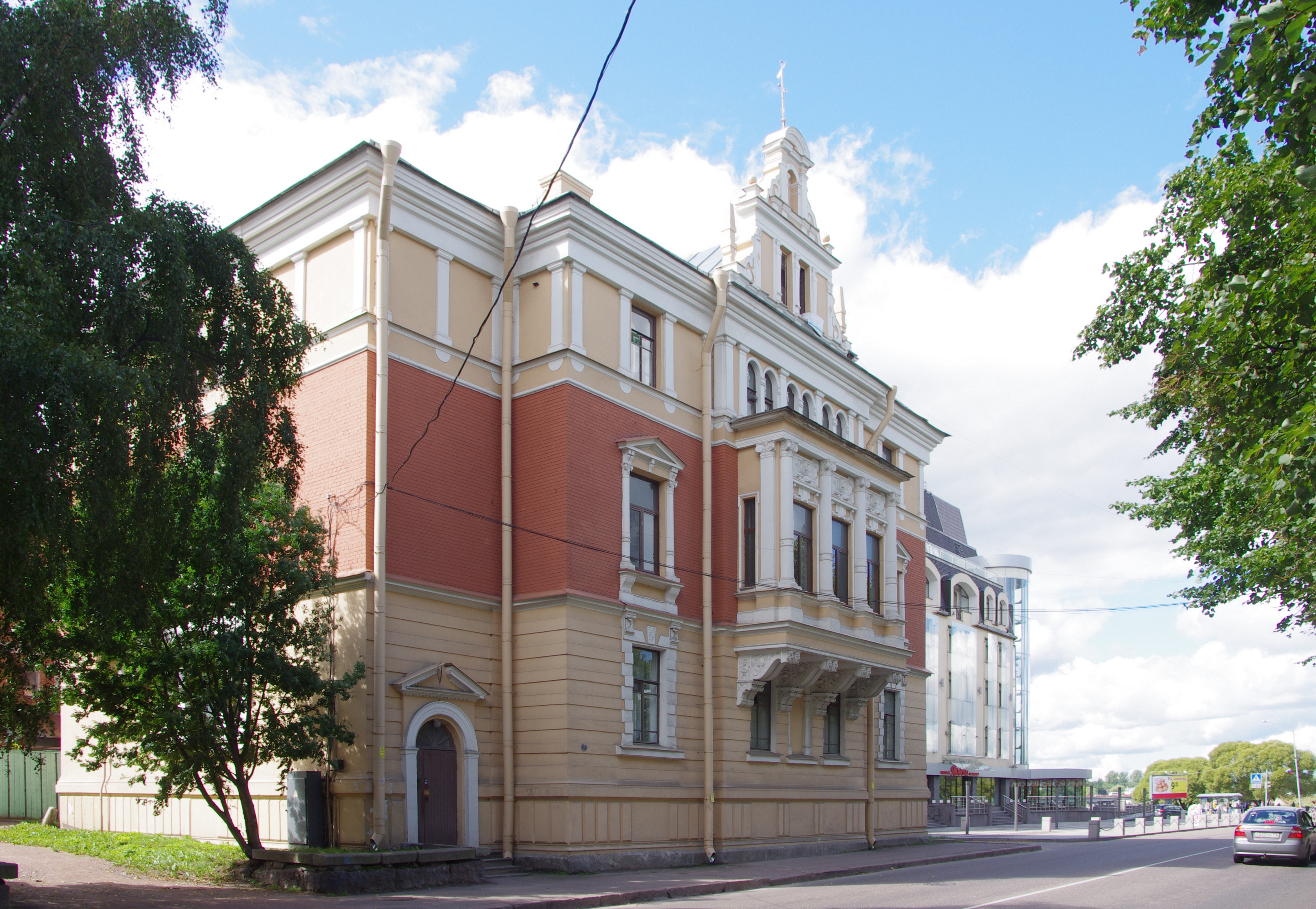
Дом № 3 — бывший особняк Э. Вольфа
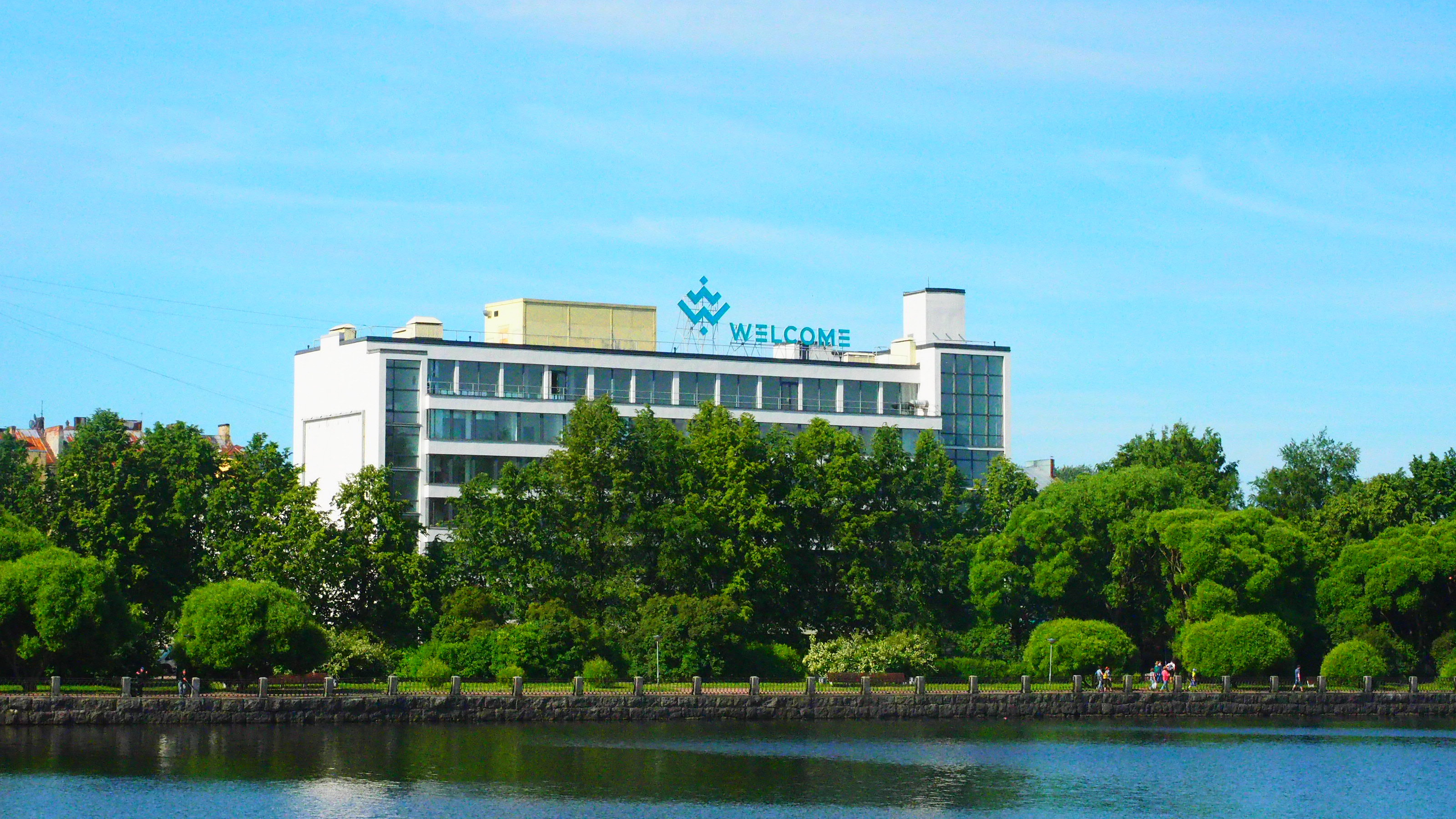
Дом № 5 — бывшее здание компании «Саво-Карельская оптовая торговля»
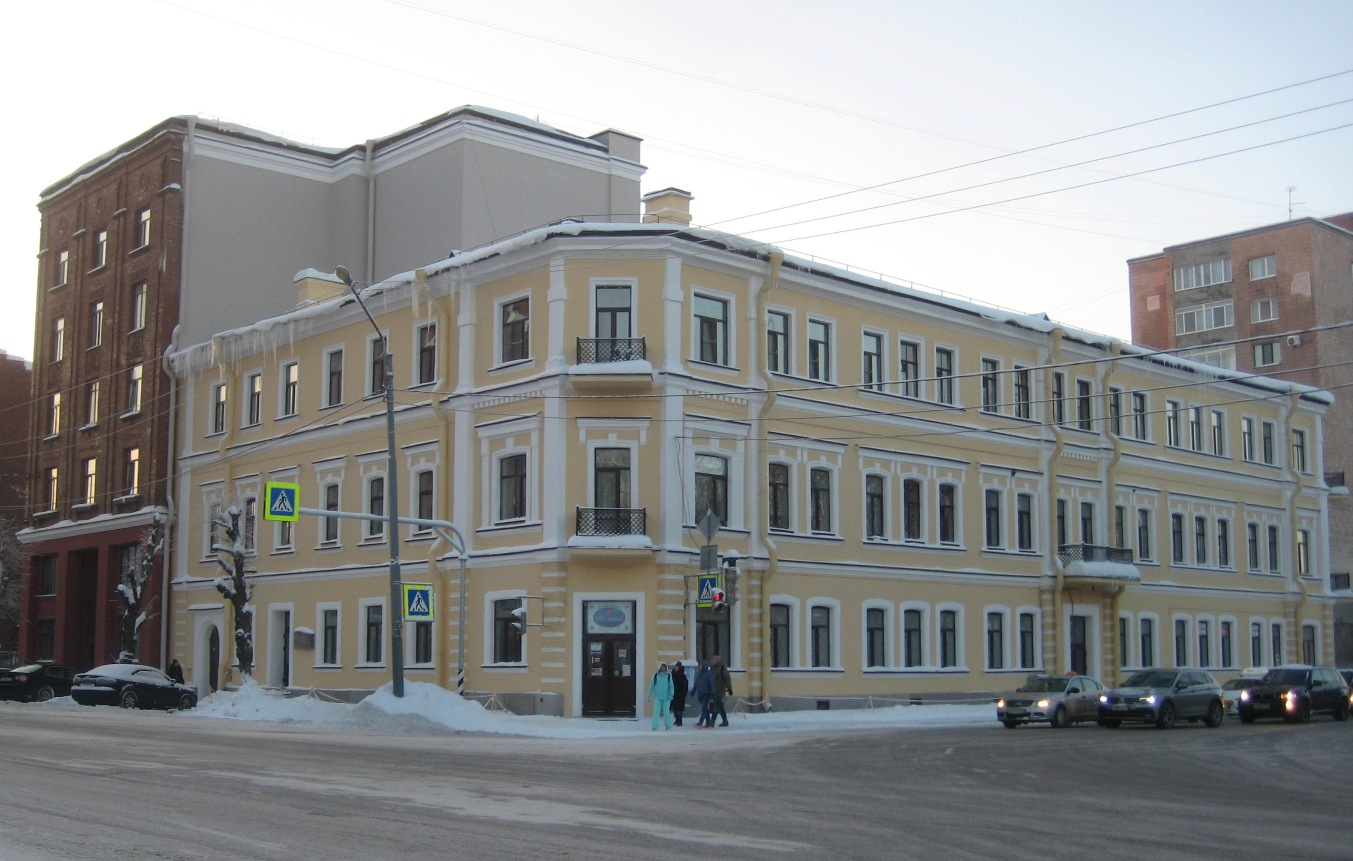
Здание бывшей гостиницы «Бельведер»
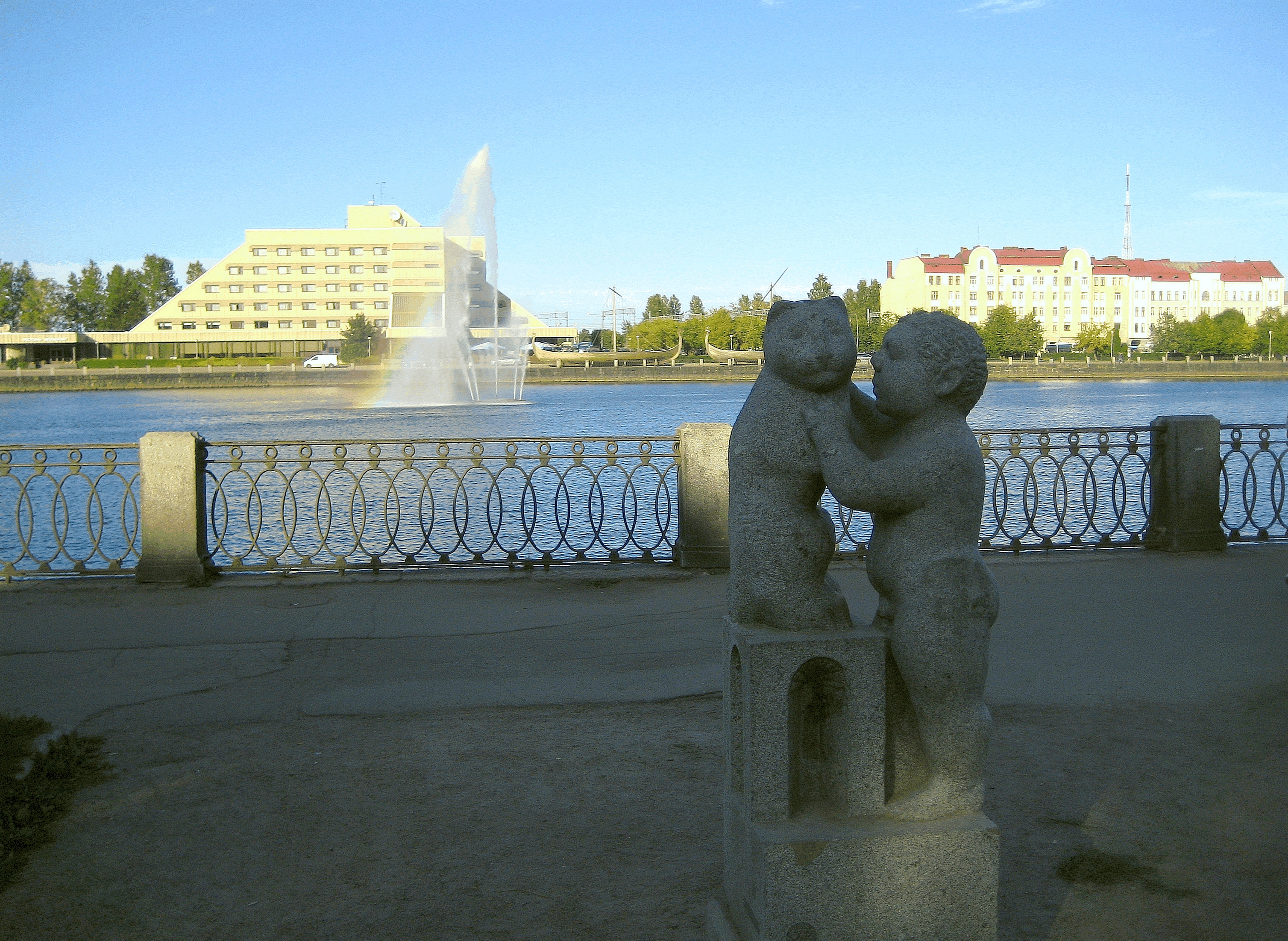
«Мальчик с кошкой», на заднем плане — гостиница «Дружба» и здание компании «SOK»
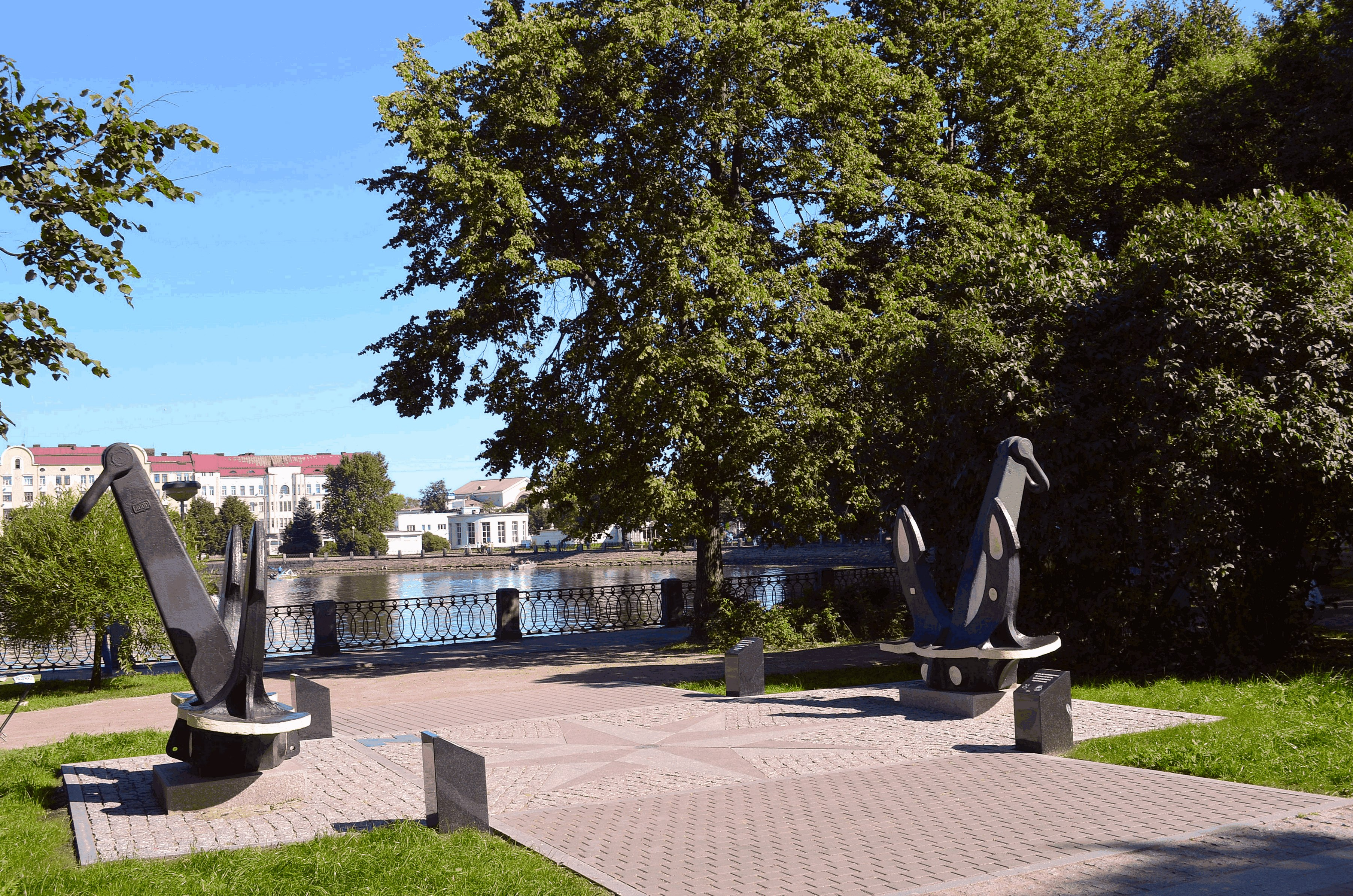
Якорная площадка, на заднем плане — доходный дом Сергеевых